# En kvinna gick en gång
En kvinna gick en gång är en psalm och visa som skrevs av Carl Lundgren och publicerades första gången i musikhäftet Nöd och Nåd 1878 och 1881. Visan handlar om en kvinna som ville bespara en bondes häst att bära en börda och bar den i stället på sin egen rygg.